# Wolf Freiherr von Hornstein
Wolf Freiherr von Hornstein (* 2. September 1918 in Frankfurt am Main; † 14. April 2008) war ein deutscher Verleger, Herausgeber und Koch.

## Leben
Zunächst war Wolf von Hornstein Verleger und Herausgeber von Fachzeitschriften für Weinbau, Getränketechnologie und Gartenbau, erwarb er 1968 das frühere Pastorat in Süderende auf Föhr und baute dieses zu einem kleinen Landhotel mit Restaurant mit Namen „Altes Pastorat“ aus. Später wurde es bei Relais & Châteaux aufgenommen. 1981 wurde er vom Guide Michelin für seine Küchenleistungen mit einem Stern ausgezeichnet, vom Varta-Führer mit einer Kochmütze, vom Schlemmer Atlas mit vier Kochlöffeln. Der Gault Millau bewertete ihn mit zwei Kochhauben und 16 Punkten. 1986 verkaufte er sein Anwesen samt Restaurant aus gesundheitlichen Gründen.
Seit 1981 veröffentlichte er das Hornstein-Ranking, eine Broschüre der besten Restaurants und Hotels in Deutschland, Österreich, Südtirol und Europa.
1987 gründete er die Vereinigung für Esskultur Les Amis de l' Art de Vivre. Diese ist eine Vereinigung von Spitzenköchen und Gastgebern, die eine feine Lebensart pflegen und sich der Tafel-, Tisch- und Weinkultur widmen.